# 阿爾卡博 (北達科他州)
阿爾卡博（英語：Alkabo）是位於美國北達科他州迪瓦德縣的非建制地區。

## 歷史
阿爾卡博的郵局於1913年設立，其後於1989年停運。

## 地理
阿爾卡博所處的海拔為高於海平面667米（即2188英呎），而該地所採用的時區為UTC-6，即北美中部时区（CST）。同時該地設有夏令時間，為UTC-6調快一小時，即UTC-5（CDT）。